# Сонцов-Засекин, Иван Андреевич
Князь Иван Андреевич Сонцов-Засекин — московский дворянин, голова и воевода Русского царства во времена правления Ивана IV Васильевича Грозного, Фёдора Ивановича. Бориса Годунова и Смутное время.
Из княжеского рода Сонцовы-Засекины. Младший сын князя Андрея Петровича Сонцова-Засекина Большого (Лобана). Имел старшего брата, князя Семёна Андреевича.
В 1588/1589 назван князем Ярославским.

## Биография
В 1575 году второй голова в Кореле, откуда прислан к Государю с сеунчем о разбитии шведов. В 1577 году письменный голова в войсках против шведов и прислан от воеводы Безнина к Государю с сеунчем о разбитии не приятелей, был в Орешке на вылазке. В 1578 году вновь письменный голова в Кореле, а после первый воевода для вылазок в Алысте. В 1580 году первый воевода в Новосиле, а по соединению больших воевод, в Большом полку воевода. В 1581—1582 годах числился осадным воеводою на Дедилове.
Весной 1583 году первый воевода в Казанском походе, плавной рати передовой полк со своими воеводами, князьями Засекиным и Степаном Васильевичем Кузьминым-Караваевым, и Большой полк, под предводительством князей Ивана Самсоновича Туренина и Дмитрия Андреевича Замыцкого, поплыли вниз по Волге и поставили в Козмодемьянске острог (Козьмодемьянскую крепость).
В 1584 году И. А. Сонцов-Засекин стоял на Михайлове первым воеводою со сторожевым полком, а по сходу с украиными и береговыми воеводами, велено ему быть воеводою в Сторожевом полку с князем Одоевским и под Белёвым с татарами бой имели.
В феврале 1585 года воевода в Белёве и указано ему идти по сходу с украиными воеводами быть воеводою в Большом полку с князем Трубецким, а по сходу с береговыми воеводами быть воеводою войск правой руки с бояриным и князем Шуйским.
В 1587 году, второй воевода Большого полка против татар, после того, как 30 июня крымские царевичи взяли острог города Крапивны, а затем выжгли весь город; были посланы воеводы с полками за Тулу к Малиновым воротам; они пришли туда 13 июля; стояли неделю (при приближении русской рати татары стали спешно отступать в степи; в ходе преследования русские настигли и уничтожили большую часть татарских «загонов», не успевших соединиться с главными силами). В правой руке были: князь Фёдор Андреевич Ноготков и вторым воеводою князь Иван Андреевич Сонцов-Засекин. Он местничал и бил челом государю на Ивана Львовича Салтыкова, второго воеводу большого полка, и царь Фёдор Иванович велел его челобитье записать. В 1589 году письменный голова в Астрахани. В 1591 году воевода в Брянске.
В 1592 году Сонцов-Засекин, будучи воеводою в Белёве, строил город и потом являлся там первым осадным воеводою. В 1593 году он был воеводой в Ряжске В 1594 году воевода в Михайлове. В 1595 году первый воевода в Пронске, а оттуда ходил сходным воеводою Сторожевого полка с князем Хилковым. В 1596 году послан на Оскол на Волдаево городище города строить. Вместе с Иваном Мясным и Михаилом Нечаевым считается одним из основателей Старого Оскола, где увековечен на памятнике отцам-основателям города. В 1598 году воевода в Осколе, ходил первым воеводой с Донца против татар, имел с ними бой и в апреле уведомлял Государя о намерении крымского хана идти войной на Россию. В 1598—1607 годах московский дворянин. В сентябре 1599 года указано ему из Оскола прибыть в Москву.
В 1600 году назначен вторым воеводой в Большой полк, находившийся в Мценске, где был назначен князь Василий Григорьевич Щербатов. Это назначение князя Щербатова в большой полк задело родовую честь князя Сонцова-Засекина, и он бил челом царю на князя Васильева деда Щербатова: «ему, князю Ивану, меньше кн. Васильева деда Щербатова быть невместно». Царь велел боярам сыскать случаи в разрядах и учинить приговор. Бояре распорядились записать на челобитной князя Сонцова-Засекина, чтобы ему быть без мест, по росписи, а по окончании службы дать ему суд в «отечестве» и счет на князя Васильева деда Щербатова.
В 1601 году в Украинном (позднее Тульском) разряде в передовом полку в Новосили, как и в предыдущем году, должны были быть Сабуров и князь Сонцов-Засекин; но Сабуров не был, а потому с князем Засекиным были сходные воеводы с Михайлова: Ефим Варфоломеевич Бутурлин и Пётр Федоров. В Новосиле второй воевода Передового полка на берегу и в Зарецкой рати.
В 1602 году назначен воеводою в передовой полк на место князя Петра Ахамашуковича Черкасского, с которым был Иван Фёдорович Басманов. Это назначение вызвало местничество: князь Сонцов-Засекин бил челом в «отечестве» о счете на большого Иванова брата на окольничего Петра Фёдоровича Басманова, а также на боярина князя Дмитрия Ивановича Хворостинина, сын которого князь Иван Дмитриевич был первым воеводой сторожевого полка. Государь оставил князя Сонцова-Засекина стоять в Новосили, а Иван Басманов на службе не был (погиб при нападении разбойников). В 1603—1605 годах первый воевода в Таре.
В 1609 году князь Иван Андреевич Сонцов-Засекин находился во главе Холопьего Суда (Холопий приказ) и докладывал боярам о разных дополнительных статьях к Судебнику.

## Семья
От брака с неизвестной имел единственного сына:
- Князь Сонцов-Засекин Андрей Иванович (ум. после 1647) — стряпчий, стольник; в 1626 и 1629 первый воевода в Переяславле-Залесском, в 1637 году воевода на Крапивне, в 1640—1642 годы в Воронеже[3][2].